# Centrala kommissionen för disciplininspektion
Centrala kommissionen för disciplininspektion är det högsta organet för partidisciplin inom Kinas kommunistiska parti. Det lyder under Centralkommittén i Kinas kommunistiska parti och dess chef är sedan oktober 2022 Li Xi. Den nuvarande kommissionen grundades 1978 och den är en av de centrala delarna i kommunistpartiets centrala partiapparat.